# Serie A2 2001-2002 (pallavolo femminile)
La Serie A2 italiana di pallavolo femminile 2001-2002 si è svolta dal 27 ottobre 2001 al 19 maggio 2002: al torneo hanno partecipato sedici squadre di club italiane e la vittoria finale è andata per la prima volta all'Icot.

## Regolamento
Le squadre hanno disputato un girone all'italiana, con gare di andata e ritorno, per un totale di trenta giornate; al termine della regular season:
- La prima classificata è promossa in Serie A1.
- Le classificate dal secondo al quinto posto hanno acceduto ai play-off promozione, strutturati in semifinali e finale, entrambe giocate al meglio di due vittorie su tre gare: la vincitrice è promossa in Serie A1.
- Le ultime quattro classificate sono retrocesse in Serie B1.

## Le squadre partecipanti
Parteciparono 16 squadre. La Johnson Matthey Spezzano Fiorano proveniva dalla Serie A1, mentre al ripescaggio di Reggio Emilia in A1 conseguì quello della Acetum Forme Veca Soliera in A2. Caoduro Cavazzale Monticello, Corplast Corridonia, Eldor Cantù e Tra.De.Co. Altamura erano le neopromosse dalla Serie B. Lercara Friddi cedette i diritti alla partecipazione alla Pasta Primeluci Marsala. Alle rinunce di San Donà di Piave, Sesto Fiorentino e Tortoreto sopperirono infine i ripescaggi di Cosenza Volley, Renauto Bari e Sartori Mercedes Padova.
| Squadra                          | Stagioni in Serie A2 | Allenatore                              | Campo di gioco                            |
| -------------------------------- | -------------------- | --------------------------------------- | ----------------------------------------- |
| Acetum Forme Veca Soliera        |                      | Ettore Guidetti                         | PalaFerrari di Carpi, MO                  |
| Brums Busto Arsizio              |                      | Madalina Angelescu                      | PalaYamamay di Busto Arsizio, VA          |
| Caoduro Cavazzale Monticello     |                      | Delio Rossetto                          | Palasport di Monticello Conte Otto, VI    |
| Carifac Cotton Club Fabriano     |                      | Gerardo Cardelia                        | PalaIndesit di Fabriano, AN               |
| Corplast Corridonia              |                      | Lorenzo Micelli                         | Palasport di Corridonia, MC               |
| Cosenza Volley                   |                      |                                         | Palasport di Cosenza                      |
| Eldor Cantù                      |                      | Massimo Pacifico                        | PalaParini di Cantù, CO                   |
| Figurella Firenze                |                      | Javier Mario Cantor                     | PalaValenti di Firenze                    |
| Johnson Matthey Spezzano Fiorano |                      | Gianfranco Milano, poi Giovanni Caprara | PalaPaganelli di Sassuolo MO              |
| Icot Forlì                       |                      | Pietro Mazzi                            | PalaFiera di Forlì                        |
| Pasta Primeluci Marsala          |                      | Paolo Giribaldi, poi Carlo Caccamo      | Palasport di Marsala, TP                  |
| Renauto Bari                     |                      | Donato Radogna, poi Dragan Nešić        | PalaFlorio di Bari                        |
| Sartori Mercedes Padova          |                      | Mauro Marasciulo                        | PalaArcella di Padova                     |
| Siram Roma                       |                      | Carlo Parisi                            | Palafonte di Roma                         |
| Tra.De.Co. Altamura              |                      | Bartolomeo Brattoli                     | PalaBaldassarra di Altamura, BA           |
| Vitrifrigo Fiam Pesaro           |                      | Luigi Morolli                           | PalaDionigi di Sant'Angelo in Lizzola, PU |

## Classifica
| Pos. | Squadra                          | Pt | G  | V  | P  | SV | SP |
| ---- | -------------------------------- | -- | -- | -- | -- | -- | -- |
| 1.   | Icot Forlì                       | 80 | 16 | 28 | 2  | 87 | 29 |
| 2.   | Vitrifrigo Fiam Pesaro           | 62 | 30 | 21 | 9  | 70 | 43 |
| 3.   | Figurella Firenze                | 59 | 30 | 19 | 11 | 72 | 47 |
| 4.   | Johnson Matthey Spezzano Fiorano | 57 | 30 | 19 | 11 | 69 | 45 |
| 5.   | Acetum Forme Veca Soliera        | 57 | 30 | 18 | 12 | 69 | 50 |
| 6.   | Siram Roma                       | 56 | 30 | 19 | 11 | 67 | 49 |
| 7.   | Sartori Mercedes Padova          | 50 | 30 | 16 | 14 | 60 | 54 |
| 8.   | Eldor Cantù                      | 47 | 30 | 18 | 12 | 62 | 56 |
| 9.   | Tra.De.Co. Altamura              | 46 | 30 | 15 | 15 | 62 | 62 |
| 10.  | Caoduro Cavazzale Monticello     | 40 | 30 | 13 | 17 | 55 | 59 |
| 11.  | Corplast Corridonia              | 40 | 30 | 13 | 17 | 52 | 60 |
| 12.  | Brums Busto Arsizio              | 40 | 30 | 12 | 18 | 57 | 62 |
| 13.  | Carifac Cotton Club Fabriano     | 39 | 30 | 13 | 17 | 58 | 65 |
| 14.  | Renauto Bari                     | 33 | 30 | 12 | 18 | 50 | 67 |
| 15.  | Pasta Primeluci Marsala          | 14 | 30 | 4  | 26 | 30 | 82 |
| 16.  | Cosenza Volley                   | -3 | 30 | 0  | 30 | 0  | 90 |

| Promossa in Serie A1 | Promossa dopo i play-off promozione | Retrocesse in Serie B1 |